# Insula (anatomi)

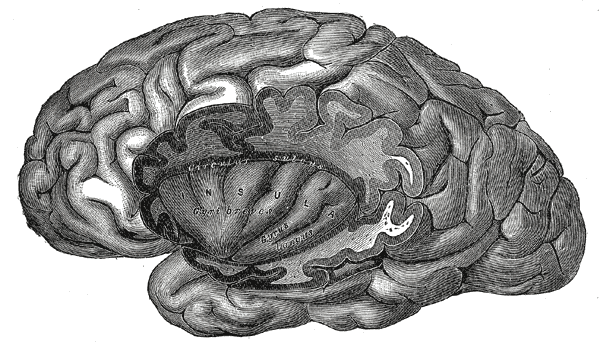
Den vänstra insulära loben.

## Insula
Den insulära loben kallas även den femte loben. Insula betyder "ö" på latin. Området är ett bilateralt, somatosensoriskt barkområde i hjärnan som ligger längst inne i djupet av sidofåran, fissura Sylvii  som markerar gränserna mellan tinningloben, hjässloben och pannloben. Insula täcks helt av de övriga lobernas utskott. Den insulära barken omfattar Brodmannareorna 13, 14, 15 och 16.  Denna bark består av utvecklingshistorisk äldre bark, så kallad allocortex och räknas ibland till det limbiska systemet. 
Insulära cortex tar emot signaler om tillstånd i kroppens inre organ och registrerar störningar i det autonoma nervsystemet. Även smärtimpulser från kroppens alla organ når hit. Eftersom denna bark saknar beröringssinnets direkta koppling till motoriken är precisionen sämre än i hud-, muskel- och ledsinnet och därför upplevs ofta störningar i vårt inre system som olustkänslor eller kroppsliga obehag. Det kan vara svårt att känna av och precisera läget för en inre fysisk smärta och man tar lätt miste på det exakta ursprunget för exempelvis molande värk. Särskilt svårt är det för små barn som inte har utvecklat förmågan att rumsligt särskilja kroppsliga obehag och därför tenderar de ofta att förlägga de flesta sjukdomsupplevelser till magen.
Förutom somatosensorisk och interoceptiv information (känslan av kroppens inre tillstånd), anses insula även vara inblandad i diverse funktioner som är kopplade till homeostas (reglering av kroppsliga funktioner), kognitioner som uppmärksamhet och minne, emotioner, empati, språk, tidsuppfattning, balans, smak-, lukt- och hörselupplevelser samt musikupplevelser. 

### Struktur
Man har delat upp insulära cortex i två delar: den bakre delen, posterior insula och den främre delen, anterior insula samt en mittendel som fungerar som en överledande zon dem emellan. Dessa olika delar anses ha olika funktioner där informationen går från den bakre delen, posterior till den främre delen, anterior. 
Den bakre delen av insula, posterior insula tar emot somatosensorisk och interoceptiv information och har förbindelser med bland annat sensomotoriska områden, posterior cingulate cortex och temporalcortex.  Den mittersta delen integrerar den somatosensoriska och interoceptiva informationen med information från limbiska systemet och högre sensoriska system.  Den främre delen av insula, anterior insula integrerar informationen vidare med information från olika delar av barken och har förbindelse med bland annat anterior cingulate cortex, frontal cortex, temporoparietal cortex och hippocampus. Man tror att denna främre del är inblandad i integrationen av multipla kognitioner, uppmärksamhet och emotioner och är en neural bas för ”känslan av självet”.
I främre delen av insulära cortex finns så kallade spindelneuroner eller von economo-neuroner. Dessa spindelformade nervceller är tre gånger större än pyramidalceller och återfinns endast i insula, cingulate cortex och dorsolaterala prefrontalcortex.  Andra däggdjur som har den här typen av nervceller är människoapor, valar, delfiner  och elefanter.  Vissa anser att dessa celler är inblandade i empatisk förmåga.

### Funktioner
Insula spelar en stor roll i Damasios teori om somatiska markörer (1994). Han menade att somatiska markörer, det vill säga kroppsliga signaler är en viktig faktor i emotionella och kognitiva processer såsom till exempel beslutsfattande. Senare fMRI-studier har bekräftat denna teori genom att visa på ett samband mellan interoceptiv medvetenhet och aktivitet i högra anteriora insula under beslutsfattande. 
Damasio har också i en studie från 2001 visat på ett samband mellan positiv påverkan av musik och ökad aktivitet i insulära cortex och anteriora cingulate cortex. Flera studier visar att musik påverkar ett stort antal strukturer i hjärnan, bland annat insula och i en fMRI -studie från 2012 bekräftas Damasios studie att vid en positiv påverkan av musik kan man se ökad aktivitet i insula och anteriora cingulate cortex. 
I studier om meditation har man kunnat visa på att människor som har mediterat länge har tjockare bark i frontalloben och insula. 
På senare år har man kunnat se att insula spelar en roll i vissa neuropsykiatriska sjukdomar som involverar kognition, emotion och sociala förmågor. Man har sett ett minskat antal spindelneuroner hos patienter med frontotemperal demens och autism  och man har sett minskad volym av insula i individer med schizofreni.
Man har även kunnat koppla insula till missbruk. Det finns studier som visar att rökare som fått skador i insula tappar sitt sug efter cigaretter   och när man i råttstudier har avaktiverat insula har drogberoende i princip försvunnit.